# 呼准铁路
呼准铁路是中华人民共和国内蒙古自治区一条以鄂尔多斯能源基地为依托、以煤炭运输为主的地方铁路。铁路由呼和浩特向西延伸至有“中国产煤第一县”之称的鄂尔多斯市准格尔旗，北起京包铁路呼和浩特西站，经呼和浩特市回民区、玉泉区、土默特左旗、托克托县，跨黄河进入鄂尔多斯市准格尔旗境内，南接准东铁路周家湾站，全长124.18公里，总投资16.23亿元，设计年输送能力为2670万吨，设计标准为地方一级铁路，基础设施部分采用国铁二级标准。呼准铁路由中铁二十三局集团有限公司、鄂尔多斯市国有资产投资经营有限责任公司、内蒙古伊泰煤炭股份有限公司和呼和浩特铁路局共同投资建设，是内蒙古自治区“十五”重点建设项目。

## 历史
2003年4月，呼准铁路开工建设。
2006年11月12日，呼和浩特至准格尔铁路正式开通，长期困扰内蒙古自治区西部煤炭产销基地的外运难问题得到进一步缓解。
2008年7月16日，呼准铁路正式启动电气化改造项目。同年中国铁建将其手中的股份转让给了伊泰股份，伊泰股份持有铁路76.46%的股份。随后伊泰股份将这条铁路委托给呼和浩特铁路局运营管理，并付给呼和浩特铁路局的管理费用，与运量挂钩。
2009年8月18日，周家湾至甲兰营间电气化工程通过验收并投入运行。同年，铁路运量从100多万吨快速上升到了1000多万吨。由于内蒙古伊泰煤炭公司投资运营呼准铁路取得盈利，铁道部前部长刘志军视察期间曾一度表示欲将呼准铁路收归铁道部，终因铁路股东集体强烈反对而作罢。
2010年3月，内蒙古自治区发展和改革委员会核准呼准铁路扩能改造。7月8日，周家湾至托克托段进行扩能改造，实施增建第二线工程，线路全长55.47千米，标准为国铁I级单线电气化铁路，总投资额达到人民币18.4亿元。
2012年6月1日，周克段正式开工建设。6月14日，内蒙古自治区发改委正式核准呼准铁路甲兰营至托克托段增建第二线工程，线路全长58.76公里。
2014年7月29日，呼准托周段增建二线工程进行接触网首次冷滑试验。
2015年8月8日，呼准线托克托至周家湾段第二线正式开通。
2019年11月7日，呼准铁路还建呼甲联络线顺利开通。11月28日，呼准铁路王气站至呼和南站上行线顺利开通。开通后，呼准上行列车不再经甲兰营折角绕行运输，直接联通国铁。上行线的开通彻底解决了以前折角运输的瓶颈制约，呼准铁路年运力1.5亿吨得到更充分保证。上行线的开通使得呼准铁路双线直达国铁。